# بیسکویت باغ‌وحش
بیسکویت باغ‌وحش نوع خاصی از تردک است که به شکل حیوانات باغ وحش یا سیرک مانند شیر، ببر، خرس یا فیل و... است. رایج‌ترین نوع آن دارای رنگ روشن و طعمی شیرین است، اما انواع دیگری نیز با رنگ‌های متنوع و با طعم شکلات به فروش می‌رسد. اگرچه این بیسکویت‌ها مانند کلوچه‌ها طعم شیرینی دارند، اما با خمیر لایه‌ای مانند کراکر درست می‌شوند و به‌عنوان بیسکویت و نه کلوچه به بازار عرضه می‌شوند.

## تاریخچه
در اواخر قرن نوزدهم، بیسکویت باغ‌وحش به نام «بیسکویت حیوانات» از انگلستان به ایالات متحده وارد شد. اولین شرکت سازنده این بیسکویت‌ها شرکت استافر بود. بعدها برای سیرک‌هایی مثل سیرک بارنوم جنبه تبلیغاتی پیدا کردند. بعداً در سال ۱۹۰۲، جعبه‌ای که برای بسته‌بندی بیسکویت‌ها استفاده می‌شد با یک ایده خلاقانه جهت کریسمس طراحی شد. قبل از این، بیسکویت‌هاعموماً فقط به صورت فله یا در قوطی‌های بزرگ فروخته می‌شدند. این کارتن‌های کوچک که در زمان عرضه به قیمت ۵ سنت به فروش می‌رسیدند، موفقیت زیادی کسب کردند و تا به امروز هم به فروش می‌رسند.